# Seifen (Westerwald)
Seifen település Németországban, Rajna-vidék-Pfalz tartományban. Lakosainak száma 132 fő (2023. december 31.).

## Népesség
A település népességének változása:
| Lakosok száma | 89   | 126  | 125  | 115  | 123  | 132  |
|               | 1975 | 2017 | 2019 | 2021 | 2022 | 2023 |